# 名古屋記念
名古屋記念（なごやきねん）は、愛知県競馬組合が施行する地方競馬の重賞競走（SPI）である。正式名称は「名古屋市長杯 名古屋記念」。

## 概要
1997年に名古屋競馬場のダート1600mのサラブレッド系4歳（現3歳）以上の別定重量の重賞競走「名古屋記念」として創設された。格付けはSPI（スーパープレステージワン）。
開催日は創設当初から1998年までは12月23日に固定開催、1999年から2003年までが大晦日12月31日であったが、2004年度（2005年）からは1月上旬の開催となっている。
施行距離は創設時は名古屋競馬場1600mで、1999年から2001年が中京ダート1700m、2002年から2010年までが名古屋1900mで行われ、2011年は創設時の名古屋1600mに戻るが、翌2012年に名古屋1400mに変更され，それ以後は現在まで変更はない。
負担重量は1998年から2009年までハンデキャップで、2010年は13年ぶりに負担重量を「ハンデキャップ」から「別定重量」となるが、翌年再びハンデ戦に戻された。2021年からは別定戦となっている。
出走条件は2021年に3歳以上から4歳以上に変更されている。
2010年は「名古屋開府400年記念」の副称を付けて施行された。
2023年からは名古屋競馬場の移転に伴い、ダート1500mへ距離が変更される。

### 条件・賞金（2025年）
出走条件
サラブレッド系4歳以上、東海所属。
負担重量
57kg、牝馬2kg減。
賞金額
1着800万円、2着280万円、3着160万円、4着120万円、5着80万円、着外8万円。
副賞
名古屋市長賞、愛知県競馬組合管理者賞、開催執務委員長賞。

## 歴史
- 1997年 - 名古屋競馬場のダート1600mのサラブレッド系4歳（現3歳）以上の別定重量の重賞（SPI）競走「名古屋記念」として創設。
- 1998年 - 負担重量を「別定重量」から「ハンデキャップ」に変更。
- 1999年
  - 施行時期を12月31日の固定開催に変更。
  - 施行場を中京競馬場のダート1700mに変更。
- 2001年 - 馬齢表示の国際基準への変更に伴い、出走条件を「サラブレッド系4歳以上の東海所属馬」から「サラブレッド系3歳以上の東海所属馬」に変更。
- 2002年 - 施行場を名古屋競馬場のダート1900mに変更。
- 2005年 - 施行時期を1月初旬に変更。
- 2007年 - 出走条件が「サラブレッド系3歳以上」から「サラブレッド系4歳以上」に変更。
- 2010年
  - 負担重量を「ハンデキャップ」から「別定重量」に変更。
  - 「名古屋開府400年記念」の副賞が当年のみ付く。
- 2011年
  - 施行距離をダート1600mに変更。
  - 負担重量を「別定重量」から「ハンデキャップ」に再度変更。
- 2012年 - 施行距離をダート1400mに変更。
- 2013年 - 出走条件を「サラブレッド系4歳以上」から「サラブレッド系3歳以上」に変更。
- 2020年
  - 出走条件が「サラブレッド系3歳以上の東海所属馬」から「サラブレッド系4歳以上の東海所属馬」に変更。
  - 負担重量を定量に変更。
- 2021年 - 負担重量を別定に変更。
- 2023年 - 名古屋競馬場の移転に伴い、施行距離をダート1500mに変更。
- 2026年 - 施行距離をダート1700mに変更[4]。

## 歴代優勝馬
馬齢は2000年以前についても現表記を用いる。2022年までの名古屋は旧・名古屋競馬場。
コース種別を記載していない距離は、ダートコースを表す。
| 回数   | 施行日         | 競馬場 | 距離  | 優勝馬             | 性齢 | 所属 | タイム | 優勝騎手 | 管理調教師 | 馬主                |
| ------ | -------------- | ------ | ----- | ------------------ | ---- | ---- | ------ | -------- | ---------- | ------------------- |
| 第1回  | 1997年12月23日 | 名古屋 | 1600m | アメージングレイス | 牡6  | 笠松 | 1:42.4 | 安藤勝己 | 荒川友司   | 森岡一郎            |
| 第2回  | 1998年12月23日 | 名古屋 | 1600m | マジックリボン     | 牝5  | 笠松 | 1:40.8 | 安藤光彰 | 荒川友司   | 吉田重雄            |
| 第3回  | 1999年12月31日 | 中京   | 1700m | マジックリボン     | 牝6  | 笠松 | 1:46.2 | 安藤勝己 | 荒川友司   | 吉田重雄            |
| 第4回  | 2000年12月31日 | 中京   | 1700m | ブラウンシャトレー | 牡3  | 愛知 | 1:48.1 | 安部幸夫 | 国光徹     | 小島史代            |
| 第5回  | 2001年12月31日 | 中京   | 1700m | ブラウンライアン   | 牡3  | 愛知 | 1:47.6 | 兒島真二 | 国光徹     | 小島學              |
| 第6回  | 2002年12月31日 | 名古屋 | 1900m | サンキューホーラー | 騸7  | 愛知 | 2:02.8 | 丸野勝虎 | 本名信行   | 松坂記吉            |
| 第7回  | 2003年12月31日 | 名古屋 | 1900m | マルカセンリョウ   | 牡5  | 愛知 | 2:01.9 | 吉田稔   | 瀬戸口悟   | 大西和子            |
| 第8回  | 2005年1月4日   | 名古屋 | 1900m | レイナワルツ       | 牝5  | 愛知 | 2:01.7 | 兒島真二 | 瀬戸口悟   | 林進                |
| 第9回  | 2006年1月1日   | 名古屋 | 1900m | レイナワルツ       | 牝6  | 愛知 | 2:04.2 | 兒島真二 | 瀬戸口悟   | 林進                |
| 第10回 | 2007年1月3日   | 名古屋 | 1900m | レイナワルツ       | 牝7  | 愛知 | 2:04.4 | 兒島真二 | 瀬戸口悟   | 林進                |
| 第11回 | 2008年1月3日   | 名古屋 | 1900m | レオカーディナル   | 牡8  | 愛知 | 2:06.0 | 岡部誠   | 藤ヶ崎一人 | 小菅誠              |
| 第12回 | 2009年1月3日   | 名古屋 | 1900m | ムーンバレイ       | 牡8  | 愛知 | 2:05.6 | 吉田稔   | 角田輝也   | 後藤繁樹            |
| 第13回 | 2010年1月3日   | 名古屋 | 1900m | マイネルアラバンサ | 牡7  | 愛知 | 2:04.4 | 岡部誠   | 荒巻透     | 玉田博志            |
| 第14回 | 2011年1月4日   | 名古屋 | 1600m | キングスゾーン     | 牡9  | 愛知 | 1:42.3 | 安部幸夫 | 原口次夫   | 杉本伸彦            |
| 第15回 | 2012年1月7日   | 名古屋 | 1400m | スウィングダンス   | 牝5  | 愛知 | 1:28.9 | 小山信行 | 瀬戸口悟   | 瀬戸口勉            |
| 第16回 | 2013年1月4日   | 名古屋 | 1400m | クイックスター     | 牡5  | 愛知 | 1:27.5 | 戸部尚実 | 川西毅     | 白井岳              |
| 第17回 | 2014年1月4日   | 名古屋 | 1400m | サイモンロード     | 牡6  | 愛知 | 1:27.8 | 丸野勝虎 | 角田輝也   | 澤田昭紀            |
| 第18回 | 2015年1月3日   | 名古屋 | 1400m | サイモンロード     | 騸7  | 愛知 | 1:27.0 | 丸野勝虎 | 角田輝也   | 澤田昭紀            |
| 第19回 | 2016年1月3日   | 名古屋 | 1400m | ドナルトソン       | 牡5  | 愛知 | 1:29.7 | 山田祥雄 | 荒巻透     | 和田博美            |
| 第20回 | 2017年1月3日   | 名古屋 | 1400m | カツゲキキトキト   | 牡4  | 愛知 | 1:28.7 | 大畑雅章 | 錦見勇夫   | 野々垣正義          |
| 第21回 | 2018年1月3日   | 名古屋 | 1400m | サンデンバロン     | 牡6  | 愛知 | 1:29.2 | 丹羽克輝 | 塚田隆男   | 山田春枝            |
| 第22回 | 2019年1月4日   | 名古屋 | 1400m | カツゲキキトキト   | 牡6  | 愛知 | 1:27.6 | 大畑雅章 | 錦見勇夫   | 野々垣陽介          |
| 第23回 | 2020年1月4日   | 名古屋 | 1400m | アドマイヤムテキ   | 牡7  | 愛知 | 1:28.0 | 岡部誠   | 角田輝也   | 安藤ゆかり          |
| 第24回 | 2021年1月4日   | 名古屋 | 1400m | アドマイヤムテキ   | 牡8  | 愛知 | 1:29.7 | 岡部誠   | 角田輝也   | 安藤ゆかり          |
| 第25回 | 2022年1月4日   | 名古屋 | 1400m | ナムラマホーホ     | 牡5  | 愛知 | 1:30.1 | 岡部誠   | 藤ヶ崎一人 | 北澤信              |
| 第26回 | 2023年1月4日   | 名古屋 | 1500m | メルト             | 牡4  | 愛知 | 1:34.8 | 渡邊竜也 | 角田輝也   | 長谷川守正          |
| 第27回 | 2024年1月4日   | 名古屋 | 1500m | ブンブンマル       | 牡6  | 愛知 | 1:34.4 | 大畑慧悟 | 川西毅     | (株) Heroレーシング |
| 第28回 | 2025年1月4日   | 名古屋 | 1500m | メルト             | 牡6  | 愛知 | 1:33.9 | 細川智史 | 角田輝也   | 長谷川守正          |

#### 各回競走結果の出典
- 名古屋記念 歴代優勝馬 - 地方競馬全国協会
- JBISサーチ
  - 1997年、1998年、1999年、2000年、2001年、2002年、2003年、2005年、2006年、2007年、2008年、2009年、2010年、2011年、2012年、2013年、2014年、2015年、2016年、2017年、2018年、2019年、2020年、2021年、2022年、2023年、2024年、2025年